# 穆達斯 (康乃狄克州)
穆達斯（英語：Moodus）是位於美國康乃狄克州米德爾塞克斯縣的一個村落。該地的面積和人口皆未知。

## 地理
穆達斯的座標為41°30′10″N 72°27′00″W / 41.50278°N 72.45000°W，而該地的平均海拔高度為70米（即230英尺）。